# Плечево (Псковская область)
Плечево — деревня в Краснопрудской волости Псковского района Псковской области России.
Расположена в 3 км к востоку от волостного центра Кирово и в 45 км к югу от города Пскова.

## Население
Численность населения деревни по состоянию на 2000 год составляла 2 жителя.
| 2001 | 2002 | 2010 |
| ---- | ---- | ---- |
| 2    | →2   | ↘1   |